# Куц Валентин Павлович
Ку́ц Валенти́н Па́влович (нар. 22 серпня 1939) — український живописець, графік, майстер художнього текстилю. Заслужений художник УРСР (1990). Член Національної спілки художників України (1975). Член Спілки художників Нижньої Саксонії.

## Життєпис
Валентин Куц народився 22 серпня 1939 року у передмісті Сум — селі Баранівка (нині в межах міста).
Навчаючись у школі, відвідував студію образотворчого мистецтва М. Д. Бончевського.
Навчався у Харківському художньому училищі (1959—1962).
1966 року закінчив факультет монументально-декоративного мистецтва Московського вищого художньо-промислового училища (колишнє Строганівське). Викладачі — І. Є. Данилова, Ю. А. Волков, Д. К. Тегин, С. М. Годима.
Працював у Сумському художньо-виробничому комбінаті (1962—1976).
Наприкінці 1980 — початку 1990 рр. очолював Сумську організацію Спілки художників України. Брав активну участь в обласних та республіканських художніх виставках. Персональні виставки у Лебедині (Сумська обл., 1979), Сумах (1981, 2009).
Роботи художника зберігаються в Сумському обласному художньому музеї ім. Никанора Онацького та зарубіжних зібраннях  Японії, Болгарії, Німеччині,  Нідерландах, Великій Британії.
З 2000 р. мешкає в Німеччині — живе і працює в Геттінгені. 2002 р. відвідав Венецію. Мандрував по Франції, Іспанії, Італії.

## Творчість

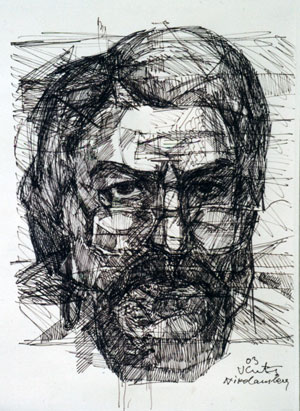

Мистецький шлях художника можна чітко поділити на два періоди, умовно назвавши їх «сумський» і «геттінгенський». Головним у творчості В. Куца є передача настрою в природі, в поєднанні з особистим ставленням до зображених тем і сюжетів.
У геттінгенському періоді з експресіоністичними картинами, залишаються камерні композиції з червоними снігурами на засніжених гілках дерев. Не зраджує себе художник і в сміливості загальних вирішень індивідуального погляду на речі при створенні натюрмортів з бузком, трояндами, чортополохом, соняхами. Художник експериментує, щоразу знаходить нові живописні можливості, інколи застосовуючи площинний декоративізм згідно зі своїм темпераментом, що надає більш виразного звучання його полотнам. Художник демонструє більшу свободу у виборі тем і сюжетів, вивчає структуру оголеного жіночого тіла. Нові враження від мандрів красномовно відбиті на полотнах останніх років. Це численні твори Італії, Іспанії, Франції. Композиційною майстерністю, глибоким психологізмом вирізняються автопортрети художника 1993—2005 років. Твори пізнього періоду художника відносяться до неоекспрессіонізму, деякі до конструктивізму. І в основі до абстрактного експрессіонізму.

## Вибрані твори
«Сірий день» (1969), «Партизанський хліб» (1975), «Осінній мотив» (1975), «Спадщанський ліс» (1980), «Від Радянського інформбюро» (1985), гобелен для інтер'єру готелю на тему «Місто Суми» (1991), «Червоні троянди» (1991), «Автопортрет» (1992), натюрморти «Калли» (1992), «Кафе „Мадрид“» (1994), «Снігурі» (2000, з циклу «Зима»), «Троїцький собор» (2006).

## Виставки
- 2010 — Der Atem der Natur, Einzelausstellung, Asklepios Fachklinikum Göttingen
- 2009 — Einzelausstellung Onazkis Kunstmuseum. Sumy, Ukraine
- 2007 — «Denkmalkunst-Kunstdenkmal» Hann. Münden
- 2006 — 7. Ausstellung «Miniatur in der Bildenden Kunst» Fürstenwalde, Deutschland
- 2005 — Einzelausstellung in der Geschäftsräumen der Göttingen Sparkasse
- 2003 — 9. Ausstellung NATUR — MENSCH, Nationalpark Harz, St. Andreasberg, Deutschland
- 2002 — Landschaften Einzelausstellung, Studio Wasserscheine, Adelebsen-Erbsen, Deutschland
- 2001 — Kunst bei Karstadt, Göttingen, Deutschland
- 2001 — Kunstausstellung zum 100. Geburtstag Gänseliesel, Göttingen, Deutschland
- 1999 — Gruppenausstellung: Kunstmaler aus Sumy, Celle, Deutschland
- 1998 — Ukrainisches Malen, Trienale in Kyiv, Ukraine
- 1996 — «Stilleben — Kunstausstellung der Malerei», Sumy, Ukraine
- 1995 — «Winter eines Künstler», Einzelausstellung, Sumy, Ukraine
- 1994 — «10 Jahre des Sumyer Künstlerverbandes», Kyiv, Ukraine
- 1991 — Ausstellung «Junge Kunst der Ukraine», Celle, Deutschland
- 1987 — Grafikausstellung der Kunstmaler aus Sumy, Wraza, Bulgarien
- 1983 — Ausstellung der Werke der modernen Malerei, Galerie GEKKOSO, Japan
- 1982 — Einzelausstellung, Charkiw, Ukraine
- 1981 — Ausstellung der Kunstmaler des Sumyer Gebiets, Wraza, Bulgarien
- 1980 — Einzelausstellung, Lebedyn, Ukraine
- 1975 — Kunstausstellung «Blühende Ukraine» Kyiv, Ukraine
- 1971 — «Junge Kunstmaler der Ukraine», Moskau, Russland